# 阿墩子假冷蕨
阿墩子假冷蕨（学名：Athyrium atuntzeense）为蹄盖蕨科蹄盖蕨属下的一个种。